# Глинище (Волгоградская область)
Глинище — хутор, входит в состав Раковской сельской территории городского округа «город Михайловка» Волгоградской области России. Население 55 человек (2010).

## География
Расположен в северо-западной части области, в лесостепи, в пределах Приволжской возвышенности, на левом берегу реки Медведицы.
Абсолютная высота 86 метров над уровня моря.

## Население
| 2010 |
| ---- |
| 55   |

Национальный состав
Согласно результатам переписи 2002 года, русские составляли 88 % из общей численности населения в 61 человек

## Инфраструктура
В советское время активно действовал лесхоз.

## Транспорт
Хутор связан автодорогой с хутором Сухов 2-й (выход к автодороге М6 «Каспий» — Раздоры).